# Treinador de Futebol Online
Online Soccer Manager (OSM) é um browser game baseado em Gestão Futebolística (MMO), criado pela Gamebasics onde o utilizador se pode tornar o treinador da sua equipe favorita.
O conceito básico desta versão online do jogo não difere do conceito de consola (Ver Football Manager).
As principais diferenças ente um jogo de gestão futebolística de navegador e a versão de consola, é que geralmente a versão de consola é paga e a de navegador não. Uma outra grande diferença é que até muito recentemente na versão de consola (offline) os jogadores podiam apenas jogar contra o computador. O Treinador de Futebol oferece aos jogadores a possibilidade de defrontar outros jogadores humanos num formato de liga que incluiu a opção de escolher a competição de taça do determinado país. O Treinador de Futebol tem uma base de utilizadores ativos que excede os 5 milhões de utilizadores, gerindo as suas equipas favoritas numa base diária.

## O Jogo
O OSM é um jogo de gestão online onde tu treinas e controlas virtualmente a tua equipa favorita. Não apenas contra computadores, mas contra amigos, família, ou outros jogadores de todo o mundo! Podes-te ligar durante alguns minutos diariamente para preparar a tua equipa para o próximo jogo. Os jogos serão então simulados pelo sistema de simulações, que cria um mundo virtual onde os jogos de futebol são jogados.
O objetivo é obter os melhores resultados possíveis pela equipa que estás a treinar e provares a ti próprio que és um treinador mais eficiente que os teus adversários ao ganhares uma liga ou ao cumprires o objetivo que é previamente definido pela direção do teu clube.
Os jogos são automaticamente simulados, todos os dias, num formato de época normal.

## História
Em 2001, o primeiro jogo de TDF foi jogado na Holanda, sob um layout verde. Dois anos depois (2003), o novo site com o novo layout azul foi lançado e o crescimento começa acontecer de forma rápida na Holanda. Em 2004 a Gamebasics nasce com o objetivo de levar o jogo a todo o mundo. A base do jogo manteve-se a mesma até ao final de 2010, o que fez com que a Gamebasics perdesse algum ímpeto no desenvolvimento do jogo. À medida que alguns aspectos técnicos se foram acumulando, a frequência com que a Gamebasics lançava atualizações diminuiu. Em Maio de 2016, no entanto, a empresa viria a revolucionar o seu produto com uma actualização para a denominada versão 3.0, que incluiu uma renovação total do design , direitos e licenças para o uso dos logótipos e fotografias de vários jogadores, entre muitas outras novas funcionalidades. Destaca-se a extinção do seu negócio baseado em contas "premium", que passou para um modelo de micro-transacções